# Vikings: War of Clans
Vikings: War of Clans è un videogioco di strategia MMO sviluppato e distribuito da Plarium. Il gioco è gratuito, ma gli utenti possono accedere ad alcuni contenuti a pagamento.
Il gioco è stato pubblicato su Google Play e sull'App Store di iOS il 10 agosto 2015 e sull'Appstore di Amazon il 10 dicembre 2015. Il 19 ottobre 2016 una versione per PC è stata resa disponibile tramite Facebook, mentre il 15 gennaio 2017 la versione ufficiale per browser ha fatto la sua comparsa sul sito ufficiale di Plarium.

## Meccaniche di gioco
In Vikings: War of Clans, i giocatori devono collaborare fra di loro per creare un clan. Ogni clan ha una propria gerarchia che va dalle reclute al capo, e ogni giocatore possiede un'autorità pari al proprio grado.
I giocatori sono geograficamente divisi in vari luoghi di gioco detti "regni". In media, ogni regno può contenere circa 45.000 giocatori. A luglio 2017, nel gioco erano presenti oltre 415 regni.
Per creare il gioco, gli sviluppatori si sono serviti di informazioni estrapolate da articoli e libri sulla storia della penisola scandinava e di film e serie televisive che descrivono le guerre e la vita quotidiana dei Vichinghi, oltre ad altre fonti riguardanti l'alto Medioevo scandinavo.

## Riferimenti culturali
Il 23 maggio 2016, il politico francese Frédéric Lefebvre, nel corso del programma Le Talk show in onda sul canale televisivo Le Figaro, paragona la situazione in cui versa la popolazione francese alle sfide di Vikings: War of Clans: "È un sistema chiuso su se stesso. La situazione francese mi fa pensare ad alcuni giochi molto popolari fra i ragazzi, come World of Warcraft e Vikings: War of Clans, in cui è necessario sviluppare la propria città per ore solo per iniziare una guerra. Tuttavia, durante tutto questo tempo si percepisce solo ciò che si ha intorno e non si riesce a guardare oltre."
Paul Glader, professore associato di giornalismo alla Berlin School of Creative Leadership, dopo aver passato un'estate al comando di un clan in Vikings: War of Clans, ha così riassunto l'esperienza: "Ho trascorso una bella estate nei panni di un capoclan vichingo. Ho imparato che molti dei principi di una buona leadership validi nel mondo reale si applicano anche in questi regni virtuali. In entrambi i casi c'è bisogno di tempo, strategia e dedizione, oltre che una buona squadra. E a volte, quando il ruolo di leader inizia a non essere più così coinvolgente, è necessario iniziare a pensare alla successione o a un nuovo stile di comando, perché questo è il momento in cui il clan potrebbe affrontare la sua sfida più grande".